# الانتخابات الرئاسية التونسية 2019
الانتخابات الرئاسية التونسية المبكرة 2019 أو الانتخابات الرئاسية التونسية 2019 هي الانتخابات الرئاسية الحادية عشرة في تونس والثانية بعد الثورة التونسية والتي انتخب فيها رئيس الجمهورية التونسية السابع في تاريخ البلاد. في الجولة الأولى تصدر كلا من قيس سعيد ونبيل القروي للمرشحين، وبالتالي فقد جرت جولة الإعادة في يوم الأحد 13 أكتوبر، وكانت نتيجتها فوز قيس سعيد بأكثر من 72%.
أشرفت على العملية الانتخابية هيئة مستقلة تدعى الهيئة العليا المستقلة للانتخابات. كان من المفترض أن تجرى الانتخابات في 17 و24 نوفمبر، غير أن المواعيد الانتخابية قد تغيرت في ظل ما فرضته وفاة الرئيس السبسي، فقُدمت الانتخابات إلى تاريخ 15 سبتمبر لضمان عدم تجاوز الآجال الدستورية التي تضبط مواعيد إجراء الانتخابات المبكرة على أن لا تقل عن 45 يوما ولا تزيد عن 90 يومًا، وفقًا لما يقتضيه الدستور. على أن يتم إجراء جولة ثانية من الانتخابات إذا لم يحصل أي مرشح على أغلبية الأصوات، أي 50℅ زائد واحد، وألا تتجاوز انتخابات الإعادة 3 نوفمبر.

## الخلفية
كان الرئيس التونسي باجي قايد السبسي قد أعرب عن عدم رغبته بالترشح لولاية رئاسية جديدة، فاتحاً المنصب لمرشحين آخرين، إلا إنه توفي في 25 يوليو 2019، عن عمراً ناهز الثاني والتسعين، قبل خمسة أشهر من نهاية ولايته، فأصبح رئيس مجلس نواب الشعب محمد الناصر رئيسًا مؤقتًا لتونس، استناداً للمادة رقم 84 من الدستور التونسي، والتي نصها: 
وحسب هذه المادة، فإن فترة الرئيس المؤقت الناصر تنتهي في 23 أكتوبر، 2019. وأعلنت الهيئة العليا المستقلة للانتخابات، تقديم موعد الانتخابات إلى 15 سبتمبر 2019.

## نظام الانتخابات
ينتخب الرئيس مباشرةً عن طريق الاقتراع العمومي، بالأغلبية، ويكون هناك جولة ثانية بين أعلى اثنين متنافسين من حيث الأصوات، في حالة لم يحصل أي مرشح على الأغلبية المُطلقة في الجولة الأولى. يجب أن يكون عمر المرشح الرئاسي 35 سنة على الأقل في يوم تقديم ترشيحه للرئاسة، وأن يكون مسلماً، وأن يكون تونسي الجنسية، وأن يتخلى عن جنسيته الأخرى إذا كان لديه جنسية أخرى إلى جانب الجنسية التونسية.

### خلاف إصلاح نظام الانتخابات
في 18 يونيو، 2019، مرر البرلمان التونسي تعديلات لقانون انتخابات البلد، اتُّهِم من قبل البعض بأنه يمنع مرشحين مثل نبيل القروري، وألفة التراس رامبورغ من أن يكونوا مؤهلين للترشيخ في الانتخابات. التعديلات منعت من لديهم سجلات إجرامية، وتمنع ترشح كل من ثبت استفادته من استعمال جمعية أو قناة تلفزيونية للإشهار السياسي (الدعاية السياسية)، أو كل من مجد الدكتاتورية أو توجه بخطاب يدعو للكراهية والعنف. وقد حظي مشروع تعديل القانون الانتخابي بموافقة 128 نائباً واعتراض 30 وتحفظ 14 بأصواتهم (172 نائبًا شاركوا في عملية التصويت من مجموع 217)، ولقد تمت إضافة بند جديد ينص على:
في 25 يونيو، 2019، قدم 51 نائباً بالبرلمان التونسي طلب طعن لدى الهيئة الوقتية لمراقبة دستور القوانين بخصوص التعديلات التي أقرها البرلمان التونسي، وغالبيتهم من كتلة حزب نداء تونس الحاكم وتكتل الجبهة الشعبية وأحزاب أخرى.

## سبر آراء
| المصدر       | التاريخ     | عينة | الباجي قائد السبسي نداء تونس | المنصف المرزوقي حراك تونس الإرادة | قيس سعيد مستقل | حمة الهمامي الجبهة الشعبية | محسن مرزوق مشروع تونس | الصافي سعيد مستقل | كمال مرجان المبادرة | ناجي جلول نداء تونس | المهدي جمعة حزب البديل التونسي | سليم الرياحي الاتحاد الوطني الحر | راشد الغنوشي حركة النهضة | محمد عبو التيار الديمقراطي | سامية عبو التيار الديمقراطي | الهاشمي الحامدي تيار المحبة | علي العريض حركة النهضة | الطيب البكوش نداء تونس | الحبيب الصيد مستقل | سمير ديلو حركة النهضة | حمادي الجبالي حركة النهضة | عبد الفتاح مورو حركة النهضة | مصطفى بن جعفر التكتل | نور الدين البحيري حركة النهضة | أخرين | لا يعرف | لن يصوت | رفض الإجابة |
| ------------ | ----------- | ---- | ---------------------------- | --------------------------------- | -------------- | -------------------------- | --------------------- | ----------------- | ------------------- | ------------------- | ------------------------------ | -------------------------------- | ------------------------ | -------------------------- | --------------------------- | --------------------------- | ---------------------- | ---------------------- | ------------------ | --------------------- | ------------------------- | --------------------------- | -------------------- | ----------------------------- | ----- | ------- | ------- | ----------- |
| المصدر       | التاريخ     | عينة |                              |                                   |                |                            |                       |                   |                     |                     |                                |                                  |                          |                            |                             |                             |                        |                        |                    |                       |                           |                             |                      |                               |       | لا يعرف | لن يصوت | رفض الإجابة |
| إمرود        | فبراير 2016 | 1078 | 15.9%                        | 11.3%                             | 2.7%           | 14.3%                      | 7%                    |                   | 8.6%                |                     | 4.3%                           | 5.3%                             | 4.3%                     | 5.6%                       |                             | 6.3%                        | 2.3%                   | 1%                     | 2.7%               |                       | 1.7%                      | 2%                          | 1.7%                 |                               | ?     |         |         |             |
| إمرود        | أبريل 2016  | ?    | 12.5%                        | 8.9%                              | 1.9%           | 7.8%                       | 11.4%                 | 10.5%             | 8.9%                | 5%                  | 4.4%                           | 4.2%                             | 3.9%                     | 3.6%                       |                             | 3.3%                        | 2.8%                   | 2.5%                   | 2.2%               | 2.2%                  | 1.7%                      | 0.8%                        | 0.8%                 | 0.8%                          | ?     |         |         |             |
| إمرود        | سبتمبر 2016 | 1005 | 28.9%                        | 16.3%                             |                | 11.9%                      | 9.1%                  | 4.4%              |                     | 8.9%                | 6.1%                           |                                  |                          |                            |                             |                             |                        |                        |                    |                       |                           |                             |                      |                               | ?     |         |         |             |
| إمرود        | ديسمبر 2016 | 1280 | 17.5%                        | 10.4%                             |                | 6.5%                       | 4.2%                  | 7.2%              |                     | 6.5%                | 3.9%                           | 2.2‰                             | 3.9%                     | 3.7%                       | 3.7%                        |                             |                        | 4.2%                   |                    |                       |                           |                             |                      |                               | ?     |         |         |             |
| سيغما كونساي | يناير 2017  | ?    | 7.5%                         | 4.4%                              |                | 2.8%                       | 1.4%                  | 3.3%              |                     |                     | 1.5%                           | 3%                               |                          | 1%                         |                             | 1.8%                        |                        |                        |                    |                       |                           | 0.9%                        |                      |                               | 4.7%  | 38.9%   | 18.9%   | 9.9%        |
| إمرود        | مارس 2017   | ?    | 17.1%                        | 11.2%                             |                | 7.5%                       |                       | 6.5%              |                     |                     | 1.9%                           | 2.8%                             | 3.4%                     | 2.1%                       |                             | 2.4%                        |                        |                        |                    |                       |                           |                             |                      |                               |       |         |         |             |

| المصدر       | التاريخ     | عينة | يوسف الشاهد تحيا تونس | قيس سعيد مستقل | عبير موسي الحزب الدستوري الحر | الباجي قائد السبسي نداء تونس | المنصف المرزوقي حراك تونس الإرادة | حمة الهمامي الجبهة الشعبية | نبيل القروي مستقل | الصافي سعيد مستقل | محمد عبو التيار الديمقراطي | سامية عبو التيار الديمقراطي | كمال مرجان المبادرة | المهدي جمعة حزب البديل التونسي | أخرين | لا يعرف | لن يصوت | رفض الإجابة |
| ------------ | ----------- | ---- | --------------------- | -------------- | ----------------------------- | ---------------------------- | --------------------------------- | -------------------------- | ----------------- | ----------------- | -------------------------- | --------------------------- | ------------------- | ------------------------------ | ----- | ------- | ------- | ----------- |
| المصدر       | التاريخ     | عينة |                       |                |                               |                              |                                   |                            |                   |                   |                            |                             |                     |                                |       | لا يعرف | لن يصوت | رفض الإجابة |
| سيغما كونساي | يناير 2019  | 1705 | 22.5%                 | 14.6%          |                               | 9.2%                         | 11.4%                             | 5.2%                       |                   |                   |                            |                             |                     |                                |       |         |         |             |
| إمرود        | فبراير 2019 | 1454 | 13.7%                 | 4.4%           | 4.6%                          | 4.8%                         | 5.2%                              | 1.8%                       |                   | 2.3%              | 1.3%                       | 2.4%                        | 0.7%                |                                | 2.9%  |         |         |             |
| سيغما كونساي | مارس 2019   |      | 19.3%                 | 12.1%          | 7.1%                          | 6.7%                         | 11.7%                             | 6.7%                       | 1.3%              | 2.8%              | 4.7%                       | 1.9%                        | 2.3%                | 5.3%                           | 17.9% |         |         |             |
| إمرود        | مارس 2019   | 1500 | 14.6%                 | 13.3%          | 5.7%                          | 0.5%                         | 2.7%                              | 0.3%                       | 0.2%              | 0.5%              | 0.3%                       | 0.8%                        | 0.1%                | 0.4%                           | 1.5%  | 56%     |         |             |
| إمرود        | أبريل 2019  | 1000 | 9.8%                  | 7.5%           | 5.2%                          | 0.8%                         | 3.2%                              | 1.6%                       | 8.1%              | 1.2%              | 2.8%                       | 0.8%                        | 1%                  | 2.4%                           | 3.5%  |         |         |             |
| سيغما كونساي | مايو 2019   | 787  | 7.4%                  | 22.4%          | 12.4%                         |                              | 4.5%                              |                            | 21.8%             |                   | 4.5%                       | 4%                          |                     |                                |       |         |         |             |

## المترشحون
فُتح باب الترشح للانتخابات الرئاسية يوم 2 أغسطس 2019 وأغلق يوم 9 أغسطس، وقدم خلال هذه المدة 97 شخصا ملفات ترشحهم للهيئة.

في 14 أغسطس، نشرت الهيئة القائمة الأولية للمترشحين المقبولين وبها 26 مترشحا، على أن تُعلن القائمة النهائية يوم 31 أغسطس بعد انتهاء فترة الطعون.
في 31 أغسطس، أُعلنت القائمة النهائية للمرشحين وشملت 26 مرشحًا كالآتي:
| رقم | الصورة | المترشح              | الحزب                                                                  | المهنة                                     | ملاحظات                                                                   |
| --- | ------ | -------------------- | ---------------------------------------------------------------------- | ------------------------------------------ | ------------------------------------------------------------------------- |
| 1   |        | المنجي الرحوي        | تحالف الجبهة الشعبية                                                   | سياسي ونائب مؤسس ونائب                     |                                                                           |
| 2   |        | محمد عبو             | حزب التيار الديمقراطي                                                  | محامي ونائب مؤسس ووزير سابق                |                                                                           |
| 3   |        | عبير موسي            | الحزب الدستوري الحر                                                    | محامية وسياسية                             |                                                                           |
| 4   |        | نبيل القروي          | حزب قلب تونس                                                           | رجل أعمال وصاحب قناة نسمة                  |                                                                           |
| 5   |        | لطفي المرايحي        | الاتحاد الشعبي الجمهوري                                                | سياسي وكاتب وطبيب                          |                                                                           |
| 6   |        | مهدي جمعة            | حزب البديل التونسي                                                     | مهندس ورئيس حكومة سابق                     |                                                                           |
| 7   |        | حمادي الجبالي        | مستقل                                                                  | مهندس ورئيس حكومة سابق                     |                                                                           |
| 8   |        | حمة الهمامي          | مستقل                                                                  | سياسي                                      |                                                                           |
| 9   |        | المنصف المرزوقي      | تحالف تونس أخرى (حراك تونس الإرادة وحركة وفاء ومستقلين)                | طبيب ورئيس جمهورية سابق                    |                                                                           |
| 10  |        | عبد الكريم الزبيدي   | مستقل                                                                  | طبيب ووزير                                 | تلقى تأييدا من نداء تونس وآفاق تونس.                                      |
| 11  |        | محسن مرزوق           | مشروع تونس                                                             | سياسي                                      | انسحب لصالح عبد الكريم الزبيدي                                            |
| 12  |        | محمد الصغير النوري   | مستقل                                                                  | مهندس واقتصادي                             |                                                                           |
| 13  |        | محمد الهاشمي الحامدي | تيار المحبة                                                            | رجل أعمال وصاحب قناة المستقلة              |                                                                           |
| 14  |        | عبد الفتاح مورو      | حركة النهضة                                                            | محامي ونائب ورئيس مجلس نواب الشعب بالنيابة | تلقى تأييدا من حركة البناء المغاربي                                       |
| 15  |        | عمر منصور            | مستقل                                                                  | قاضي ووزير سابق                            |                                                                           |
| 16  |        | يوسف الشاهد          | تحيا تونس                                                              | أستاذ ورئيس حكومة                          |                                                                           |
| 17  |        | قيس سعيد             | مستقل                                                                  | أستاذ وأكاديمي                             |                                                                           |
| 18  |        | إلياس الفخفاخ        | التكتل                                                                 | مهندس ووزير سابق                           |                                                                           |
| 19  |        | سليم الرياحي         | حركة الوطن الجديد                                                      | سياسي ورجل أعمال                           | انسحب لصالح عبد الكريم الزبيدي                                            |
| 20  |        | سلمى اللومي الرقيق   | حزب الأمل                                                              | امرأة أعمال ووزيرة سابقة                   |                                                                           |
| 21  |        | سعيد العايدي         | بني وطني                                                               | وزير سابق                                  |                                                                           |
| 22  |        | أحمد الصافي سعيد     | مستقل                                                                  | كاتب وصحفي                                 | تلقى تأييدا من حركة الشعب.                                                |
| 23  |        | ناجي جلول            | مستقل                                                                  | أكاديمي ومؤرخ ووزير سابق                   |                                                                           |
| 24  |        | حاتم بولبيار         | مستقل                                                                  | رجل أعمال                                  |                                                                           |
| 25  |        | عبيد البريكي         | حركة تونس إلى الأمام                                                   | نقابي ووزير سابق                           | تلقى تأييدا من حركة الديمقراطيين الاجتماعيين والمسار الديمقراطي الاجتماعي |
| 26  |        | سيف الدين مخلوف      | تحالف ائتلاف الكرامة (حزب العدالة والتنمية وحزب جبهة الإصلاح ومستقلين) | محامي                                      |                                                                           |

## الحملة

### المناظرات
لأول مرة في تاريخ تونس، تقرر تنظيم مناظرات تلفزيونية في الدورة الأولى من الانتخابات، وذلك على ثلاثة أيام متتالية بين ثلاثة مجموعات من المترشحين وزعوا حسب القرعة. كانت المناظرات من تنظيم مؤسسة التلفزة التونسية والهيئة العليا المستقلة للانتخابات والهيئة العليا المستقلة للاتصال السمعي البصري، بالتعاون مع مبادرة مناظرة، وتم بثها على أغلب القنوات التونسية وعدة قنوات أجنبية.

- المناظرة الأولى نظمت يوم 7 سبتمبر بين كل من: المنصف المرزوقي، محمد عبو، عبد الفتاح مورو، عبير موسي، عبيد البريكي، ناجي جلول، مهدي جمعة، عمر منصور، بينما غاب نبيل القروي الذي كان محتجزا على ذمة قضية مرفوعة ضده.
- المناظرة الثانية نظمت يوم 8 سبتمبر بين كل من: لطفي المرايحي، حمادي الجبالي، محسن مرزوق، محمد الصغير النوري، محمد الهاشمي الحامدي، حاتم بولبيار، إلياس الفخفاخ، عبد الكريم الزبيدي، المنجي الرحوي.
- المناظرة الثالثة نظمت يوم 9 سبتمبر بين كل من: سلمى اللومي الرقيق، أحمد الصافي سعيد، سيف الدين مخلوف، سعيد العايدي، سليم الرياحي، يوسف الشاهد، حمة الهمامي، قيس سعيد.

| عبو       | ح | O | O |
| العايدي   | O | O | P |
| بولبيار   | O | ح | O |
| البريكي   | P | O | O |
| الشاهد    | O | O | P |
| اللومي    | O | O | P |
| الفخفاخ   | O | P | O |
| الحامدي   | O | P | O |
| الهمامي   | O | O | P |
| جلول      | P | O | O |
| الجبالي   | O | P | O |
| جمعة      | P | O | O |
| القروي    | A | O | O |
| مخلوف     | O | O | P |
| منصور     | P | O | O |
| مرزوق     | O | P | O |
| المرزوقي  | P | O | O |
| مورو      | P | O | O |
| موسي      | P | O | O |
| المرايحي  | O | P | O |
| نوري      | O | P | O |
| الرحوي    | O | P | O |
| الرياحي   | O | O | A |
| صافي سعيد | O | O | P |
| قيس سعيد  | O | O | P |
| زبيدي     | O | P | O |

### انسحابات
في 13 سبتمبر، أعلن كل من المترشحين محسن مرزوق وسليم الرياحي عن انسحابهما ودعم المترشح عبد الكريم الزبيدي، إلا أن اسميهما لم بُحذف من ورقة الاقتراع، ويمكن أن يتحصلوا على عدة أصوات مثلما حصل في 2014 بالنسبة للمترشحين المنسحبين مصطفى كمال النابلي ونور الدين حشاد.

## النتائج
جاءت نتائج الجولة الأولى بتصدر كلا من قيس سعيد ونبيل القروي للمرشحين، وبالتالي فقد جرت جولة الإعادة في يوم الأحد 13 أكتوبر، وكانت نتيجتها فوز قيس سعيد بأكثر من 75%.
| المترشحين                                                      | المترشحين                             | الدورة الأولى | الدورة الأولى | الدورة الثانية | الدورة الثانية |
| المترشحين                                                      | المترشحين                             | الأصوات       | %             | الأصوات        | %              |
| -------------------------------------------------------------- | ------------------------------------- | ------------- | ------------- | -------------- | -------------- |
|                                                                | قيس سعيد مستقل                        | 711 620       | 18.40         | 2777931        | %72.71         |
|                                                                | نبيل القروي قلب تونس                  | 517 525       | 15.58         | 1042894        | %27.29         |
|                                                                | عبد الفتاح مورو حركة النهضة           | 530 434       | 12.88         |                |                |
|                                                                | عبد الكريم الزبيدي مستقل              | 864 361       | 10.73         |                |                |
|                                                                | يوسف الشاهد تحيا تونس                 | 049 249       | 7.38          |                |                |
|                                                                | أحمد الصافي سعيد مستقل                | 951 239       | 7.11          |                |                |
|                                                                | لطفي المرايحي الاتحاد الشعبي الجمهوري | 190 221       | 6.56          |                |                |
|                                                                | سيف الدين مخلوف ائتلاف الكرامة        | 351 147       | 4.37          |                |                |
|                                                                | عبير موسي الحزب الدستوري الحر         | 461 135       | 4.02          |                |                |
|                                                                | محمد عبو التيار الديمقراطي            | 287 122       | 3.63          |                |                |
|                                                                | المنصف المرزوقي حراك تونس الإرادة     | 338 100       | 2.97          |                |                |
|                                                                | مهدي جمعة البديل التونسي              | 371 61        | 1.82          |                |                |
|                                                                | المنجي الرحوي الجبهة الشعبية          | 346 27        | 0.81          |                |                |
|                                                                | محمد الهاشمي الحامدي تيار المحبة      | 384 25        | 0.75          |                |                |
|                                                                | حمة الهمامي مستقل                     | 252 23        | 0.69          |                |                |
|                                                                | إلياس الفخفاخ التكتل                  | 532 11        | 0.34          |                |                |
|                                                                | سعيد العايدي بني وطني                 | 198 10        | 0.30          |                |                |
|                                                                | عمر منصور مستقل                       | 160 10        | 0.30          |                |                |
|                                                                | محسن مرزوق مشروع تونس                 | 376 7         | 0.22          |                |                |
|                                                                | حمادي الجبالي مستقل                   | 364 7         | 0.22          |                |                |
|                                                                | ناجي جلول مستقل                       | 166 7         | 0.21          |                |                |
|                                                                | عبيد البريكي حركة تونس إلى الأمام     | 799 5         | 0.17          |                |                |
|                                                                | سلمى اللومي الرقيق حزب الأمل          | 093 5         | 0.15          |                |                |
|                                                                | محمد الصغير النوري مستقل              | 598 4         | 0.14          |                |                |
|                                                                | سليم الرياحي حركة الوطن الجديد        | 472 4         | 0.13          |                |                |
|                                                                | حاتم بولبيار مستقل                    | 704 3         | 0.11          |                |                |
|                                                                |                                       |               |               |                |                |
| الأصوات الصحيحة                                                | الأصوات الصحيحة                       | 973 372 3     | 97.34         | 825 820 3      |                |
| الأوراق البيضاء                                                | الأوراق البيضاء                       | 867 23        | 0.69          | 912 15         |                |
| الأوراق الملغاة                                                | الأوراق الملغاة                       | 344 68        | 1.97          | 348 55         |                |
| المجموع                                                        | المجموع                               | 184 465 3     | 100           | 085 892 3      | 100            |
| الامتناع                                                       | الامتناع                              | 382 609 3     | 51.02         | 481 182 3      | 44.98          |
| المشاركة                                                       | المشاركة                              | 184 465 3     | 48.98         | 085 892 3      | 55.02          |
| المسجلون                                                       | المسجلون                              | 307 081 7     | 100           | 566 074 7      | 100            |
| المصدر: الهيئة العليا المستقلة للانتخابات نتائج الجولة الثانية |                                       |               |               |                |                |

## ما بعد الإنتخابات: «الجرائم الإنتخابية»
قالت وكالة تونس إفريقيا للأنباء، الأربعاء 5 يناير 2022، أنّه تقرّر إحالة 17 مرشحا رئاسيا سابقا على المجلس الجناحي بالمحكمة الابتدائية بتونس من أجل جرائم انتخابية وذلك بعد إتمام الاستقراء ات والأبحاث والأشخاص المحالين على المجلس الجناحي هم تباعا نبيل القروي ويوسف الشاهد وعبد الكريم الزبيدي وسليم الرياحي وأحمد الصافي سعيد وحمادي الجبالي وحمة الهمامي وسلمى اللومي ومحمد الصغير النوري ومحمد المنصف المرزوقي وناجي جلول ومحمد الهاشمي الحامدي وإلياس الفخفاخ ومهدي جمعة والمنجي الرحوي ولطفي المرايحي وسعيد العايدي. ومن بين التهم الموجهة لهم «ارتكاب جرائم مخالفة تحجير الإشهار السياسي والانتفاع بدعاية غير مشروعة عبر وسائل التواصل الاجتماعي والدعاية خلال فترة الصمت الانتخابي.».
أعلن الناطق باسم محكمة الاستئناف بتونس، الثلاثاء 18 يناير 2022، إحالة كل من عبير موسي وعمر منصور ومحمد عبّو وسيف الدين مخلوف وعبد الفتّاح مورو (بوصفهم محامين) على أنظار المحكمة الإبتدائية بتونس من أجل تهمة تتعلق بـ«جريمة الانتفاع بدعاية غير مشروعة عبر وسائل التواصل الاجتماعي». وذلك على إثر إصدار الوكيل العام لدى محكمة الاستئناف بتاريخ 14 يناير 2022 الإذن لوكيل الجمهورية بالمحكمة الإبتدائية بتتبعهم من أجل جرائم انتخابية. فيما دعت عدة أحزاب رئيس الجمهورية قيس سعيد للتخلي عن الحصانة وذلك بعد تعطل إحالته للقضاء في نفس التهم.

## مقالات ذات صلة
- الانتخابات التشريعية التونسية 2019
- مجلس نواب الشعب (تونس)
- رئيس الجمهورية التونسية

## وصلات خارجية
- الموقع الرسمي لهيئة الانتخابات.